# Naimana
Naimana is een bestuurslaag in het regentschap Belu van de provincie Oost-Nusa Tenggara, Indonesië. Naimana telt 2025 inwoners (volkstelling 2010).